# Cycle du 3-hydroxypropionate
Le cycle du 3-hydroxypropionate est une voie métabolique de fixation du dioxyde de carbone CO2 observée chez certaines bactéries, par exemple du genre Chloroflexus, ainsi que chez certaines archées chimiotrophes. Les principales étapes de ce cycle sont les suivantes :
- Un anion bicarbonate HCO3− est tout d'abord fixé sur l'acétyl-CoA par l'acétyl-CoA carboxylase pour former la malonyl-CoA moyennant l'hydrolyse d'une molécule d'ATP en ADP et phosphate inorganique Pi, selon une réaction initiant par ailleurs la biosynthèse des acides gras.
- La malonyl-CoA est ensuite réduite en 3-hydroxypropionate, lequel est à nouveau réduit avec transfert sur une CoA pour former de la propionyl-CoA avec hydrolyse d'une molécule d'ATP en AMP et pyrophosphate inorganique PPi.
- La propionyl-CoA carboxylase fixe alors un anion bicarbonate avec hydrolyse concomitante d'ATP en ADP et Pi pour former la L-méthylmalonyl-CoA.
- Cette dernière redonne l'acétyl-CoA par une série de réactions libérant un ion glyoxylate OHC–COO−.

Un second cycle est couplé à celui-ci, permettant de régénérer l'acétyl-CoA en recyclant le glyoxylate, fusionné avec la propionyl-CoA pour produire du pyruvate H3C–CO–COO−.